# Paul Schmitz (Politiker)

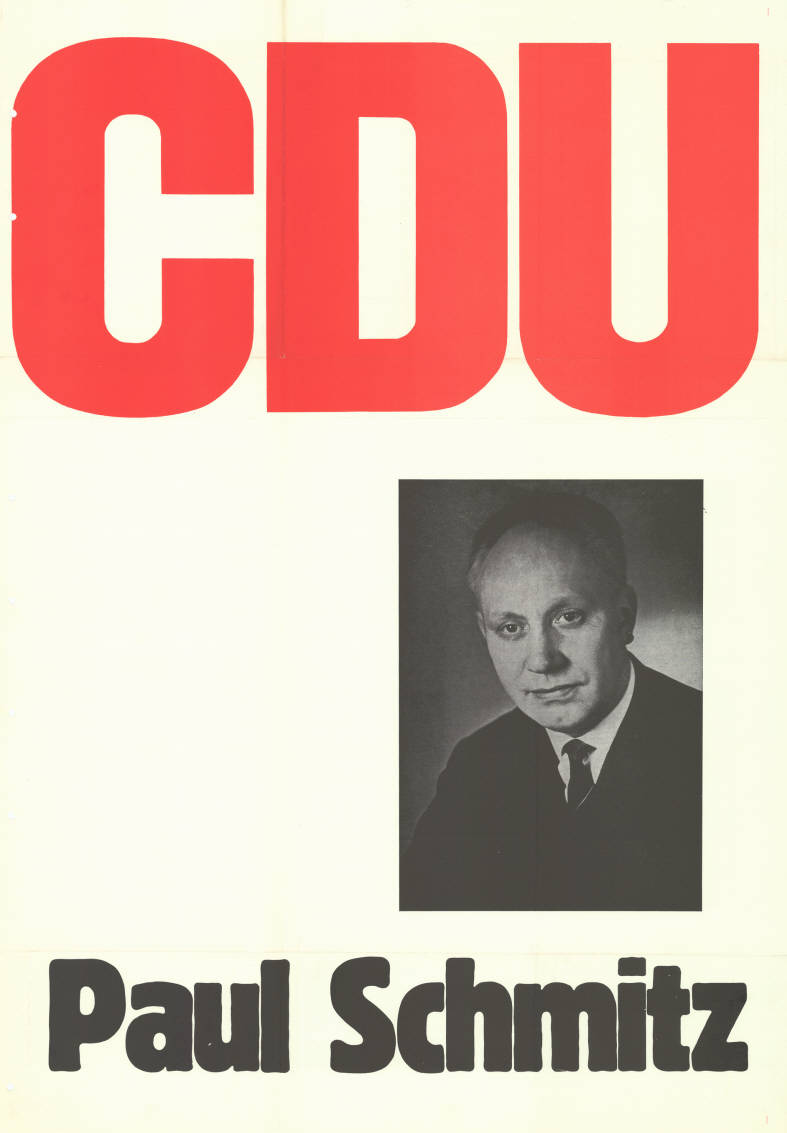
Wahlplakat zur Landtagswahl in Nordrhein-Westfalen 1966

Paul Schmitz (* 24. März 1920 in Südlohn/Kreis Ahaus; † 16. September 1993) war ein deutscher Politiker der CDU.

## Ausbildung und Beruf
Nach dem Besuch der Volksschule arbeitete Paul Schmitz als Textilarbeiter. 1952 wurde er Arbeitersekretär der Katholischen Arbeiterbewegung und 1973 Diözesanvorsitzender. Ab 1975 fungierte er als Stellvertretender Verbandsvorsitzender der K.A.B. und Mitglied des Bundesvorstandes der K.A.B.

## Politik
Paul Schmitz wurde 1947 Mitglied der CDU. Er war Ortsvorsitzender der CDU und Mitglied des Kreisvorstandes der CDU des Kreises Borken seit 1975. Seine weiteren politischen Ämter: Von 1965 bis 1974 Stellvertretender Kreisparteivorsitzender der CDU und Mitglied des Gemeinderates Südlohn von 1952 bis 1969. Des Weiteren war er von 1956 bis 1964 Mitglied der Amtsvertretung des Amtes Stadtlohn. Ferner Mitglied des Kreistages Ahaus von 1961 bis 1964 und nochmals von 1969 bis 1974, hier auch Fraktionsvorsitzender seit 1973. Schmitz wirkte als Mitglied des Kreistages Borken von 1975 bis 1979. Er war Mitglied der Gewerkschaft Textil und Bekleidung.
Paul Schmitz war vom 25. Juli 1966 bis zum 29. Mai 1985 direkt gewähltes Mitglied des 6., 7., 8. und 9. Landtages von Nordrhein-Westfalen für den Wahlkreis 082 Ahaus bzw. für den Wahlkreis 093 Borken III.

## Ehrungen
Schmitz wurde am 16. März 1990 mit dem Verdienstorden des Landes Nordrhein-Westfalen ausgezeichnet.